# PGC 2026408
LEDA/PGC 2026408 ist eine Galaxie im Sternbild Großer Bär am Nordsternhimmel und ist schätzungsweise 441 Millionen Lichtjahre von der Milchstraße entfernt. Im selben Himmelsareal befinden sich u. a. die Galaxien NGC 3871, NGC 3878, IC 2958, IC 2959.